# متیمپیپ
متیمپیپ (به انگلیسی: Methimepip) با فرمول شیمیایی C۱۰H۱۷N۳ یک ترکیب شیمیایی با شناسه پاب‌کم ۱۱۳۱۳۸۳۷ است. که جرم مولی آن 179.262 g/mol می‌باشد. 